# Endimió

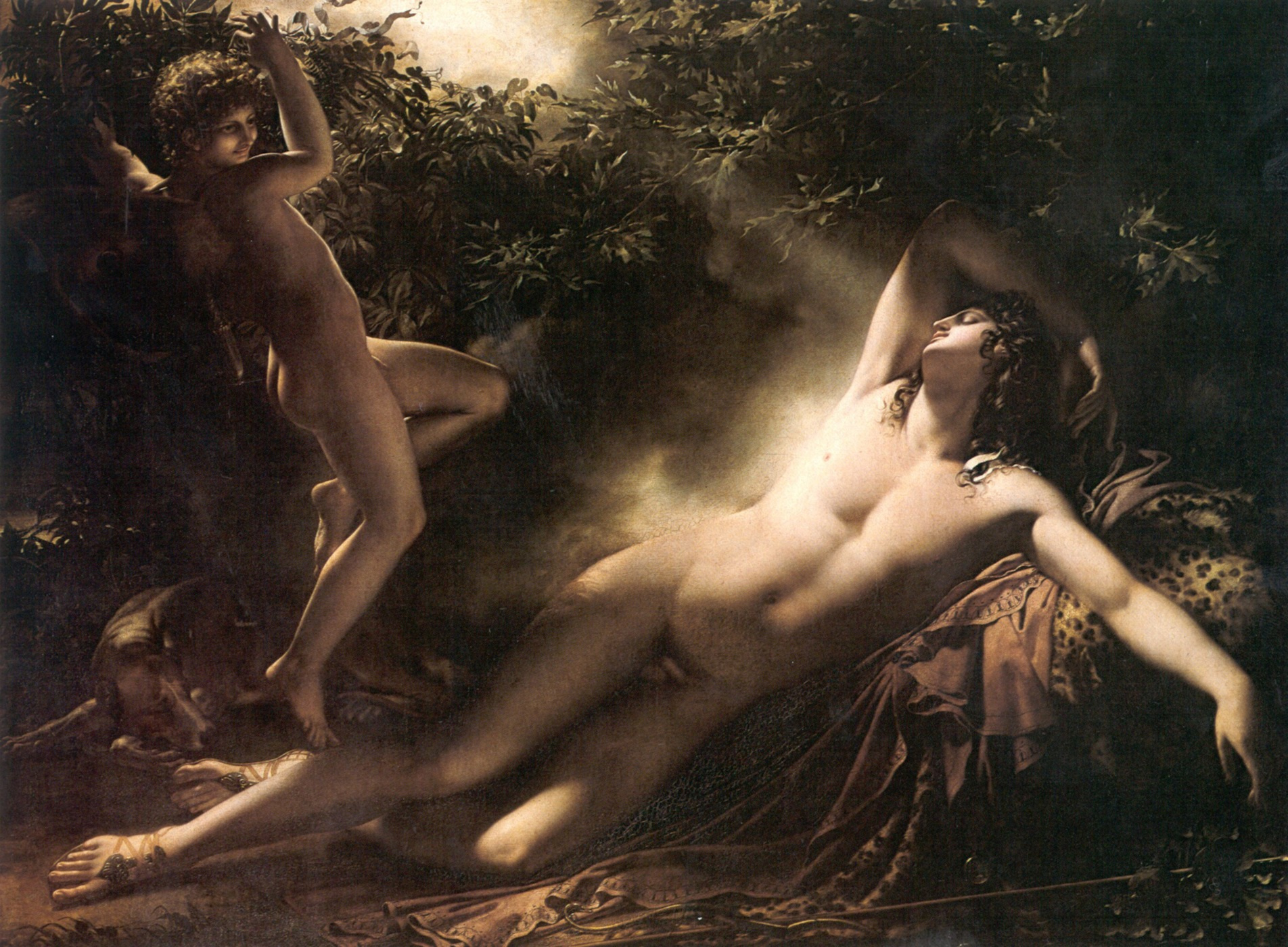
El somni d'Endimió pintura d'Anne-Louis Girodet (1818), Museu del Louvre, Paris.

Segons la mitologia grega, Endimió (en grec antic Ἐνδυμίων, ωνος) va ser un rei de l'Èlida, fill d'Etli (o de Zeus, segons altres) i de Càlice.
Fou pare d'Epeu, Etol i Pèon.
La deessa Selene se n'enamorà, i ell demanà a Zeus de poder dormir eternament per mantindre's sempre jove i no desplaure la seua estimada, que cada nit el veia en passar. Va ser venerat com a divinitat

## Diferents versions del mite
En l'antiguitat no tots els autors donaven la mateixa versió del mite, per exemple pel que fa a la localització. Uns el feien originaris de l'Èlida (Pausànias, Apol·lodor), d'altres deien que residia a la muntanya Latmos a la regió de la Cària, a la costa oest de l'Àsia Menor (Ovidi, Heroides, Llucià, Ciceró).
També hi ha confusió quan a la seva professió. Hi ha versions que el fan un pastor d'ovelles i d'altres diuen que era príncep o rei, i fins i tot una versió diu que era astrònom, ja que segons Plini el Vell, Endimió va ser el primer a observar els moviments de la lluna.
També hi ha diferents llocs on es diu que va ser enterrat: la muntanya Latmos o la muntanya Olimp.

## Relats

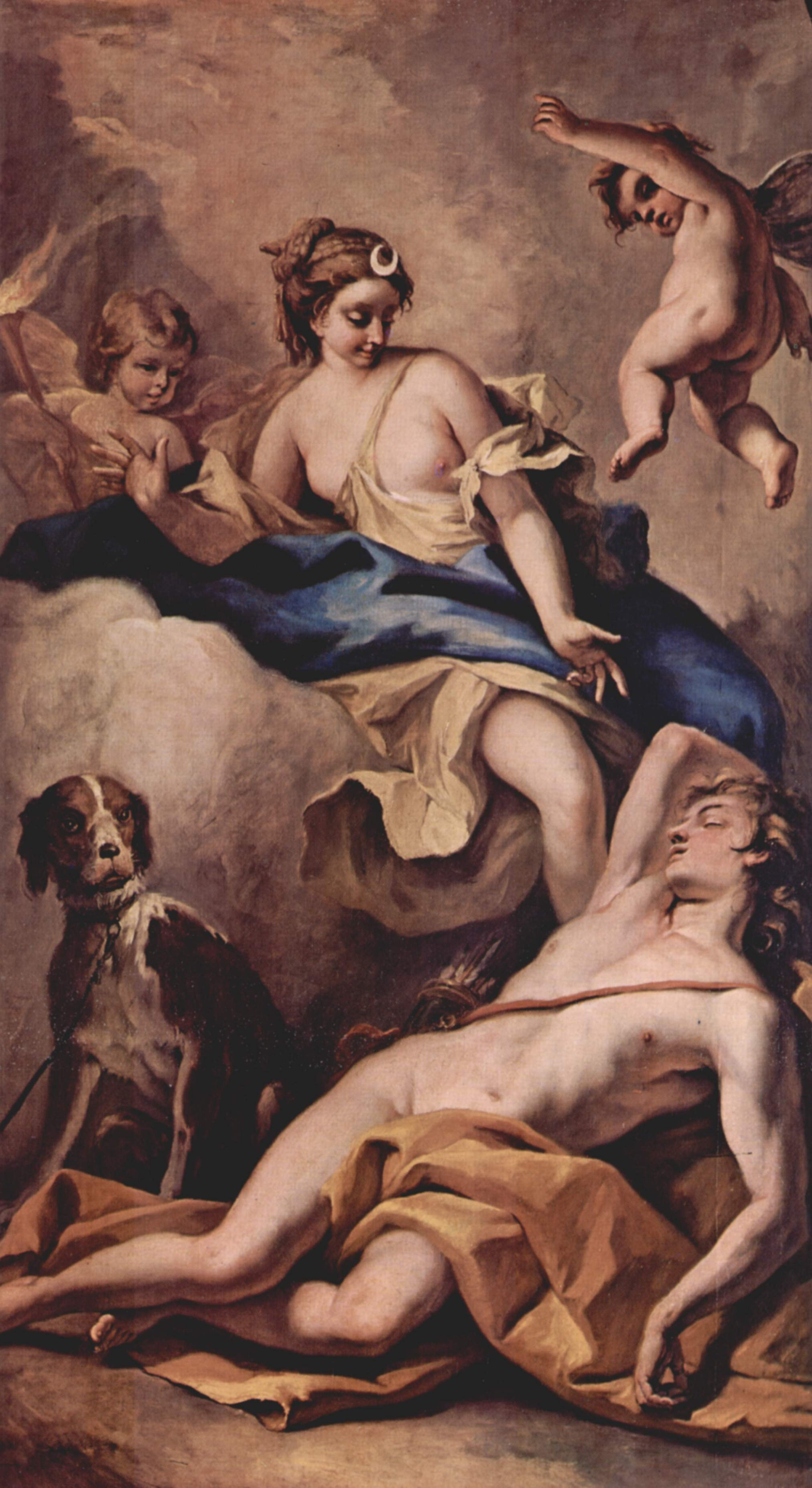
Endimió i Selene, de Sebastiano Ricci (1713), Chiswick House, Anglaterra.

Apol·loni Rodi és un entre molts poetes que van escriure sobre aquest personatge mitològic. Segons narra aquest poeta Selene va trobar Endimió mentre dormia en un refugi al Latmos i se'n va enamorar de la seva bellesa. Llavors va pregar a Zeus que no permetés que canviés amb el temps, esperant que li concediria eterna joventut, però el que va passar és que Endimió no es va despertar mai del somni. Però abans van tenir quinze filles, que alguns autors han relacionat amb els quinze mesos del calendari olímpic.
Licymnius de Quíos, en un paràgraf del Deipnosophistae narra una història diferent en la qual Hipnos, el déu del son, gelós per la seva bellesa, el va fer dormir amb els ulls oberts i així, sense proposar-s'ho, va fer que Selene pogués admirar completament el seu rostre.
Segons la Biblioteca d'Apol·lodor:
Càlice i Etli van tenir un fill anomenat Endimió qui hauria portat un grup d'eolians de Tessàlia i van fundar Elis. Però d'altres diuen que era fill de Zeus, el qual hauria plantejat al seu fill què era el que preferia fer i Endimió hauria triat dormir per sempre sense envellir ni morir. Endimió hauria tingut un fill amb una nimfa, o segons algunes versions amb Ifianassa. Aquest fill, Etol, hauria matat Apis, el fill de Foroneu i després hauria fugit fins a les terres dels Coribants. Un cop allà hauria matat als que l'havien acollit (Doros, Laòdoc i Polipetes), els fills de Ftia i Apol·lo, convertint-se així en el rei d'aquelles terres, que les hauria canviat de nom, anomenant-les Etòlia com ell.
Segons Pausànias, Endimió va enderrocar Climen, fill de Cardis, a Olímpia.
El primer a governar aquestes terres era Etlios, fill de Zeus i de Protogenia, la filla de Deucalió i pare d'Endimió. la lluna (Selene) se'n va enamorar i van tenir quinze filles. Altres diuen que Edimió es va casar amb Asterodia (altres l'anomenen Cromia), la filla d'Itonos, el fill d'Amficcíon; altres diuen que la seva esposa era Hyperippe, la filla d'Arcas. Però tots estan d'acord que Endimió va engendrar Pèon, Epeu, Etol i també una filla anomenada Eurícide. Endimió va proposar als seus fills que fessin una cursa a Olímpia per decidir qui es quedaria el tron. Epeu la va guanyar, després Etol s'hi va quedar amb ell mentre Peó va emigrar avergonyit per no haver-lo vençut i es va establir en una zona més enllà del riu Àxios i va anomenar aquelles terres Peònia.
Pausànias diu haver vist una estàtua commemorativa d'Endimió al tresor de Metapont a Olímpia.

## Versions posteriors
La figura d'Endimió ha estat motiu de diverses obres artístiques, entre les quals destaca l'Endimione del poeta renaixentista català en llengua italiana Benet Garret, anomenat "Il Chariteo".
El mite va ser narrat segles més tard per autors com Henry Wadsworth Longfellow o John Keats que el 1818 li va dedicar un poema.

## Reflexions a partir del mite

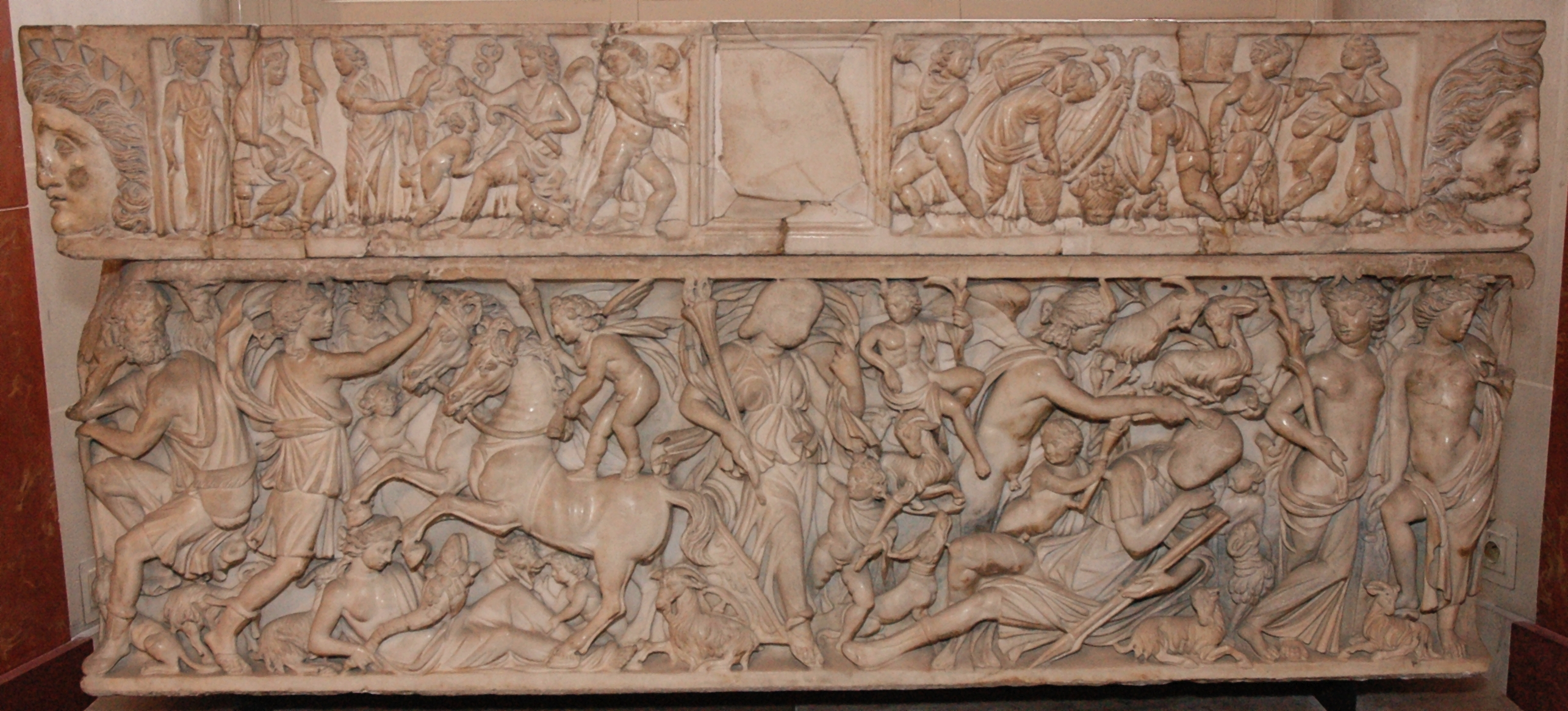
Sarcòfag pertanyent a la cultura gal·loromana amb un relleu que representa "Endymion", de començaments del (Louvre)

A les Argonàutiques d'Apol·loni Rodi (IV.57ff) La lluna és testimoni del patiment de Medea pel viatge de Jasó i se n'alegrava amb un plaer maliciós mentre es deia per a si mateixa: «No sóc l'única que volta per la cova del Latmia ni l'única que s'inflama de desig... Però ara tu també seràs víctima d'una bogeria com la meva.»

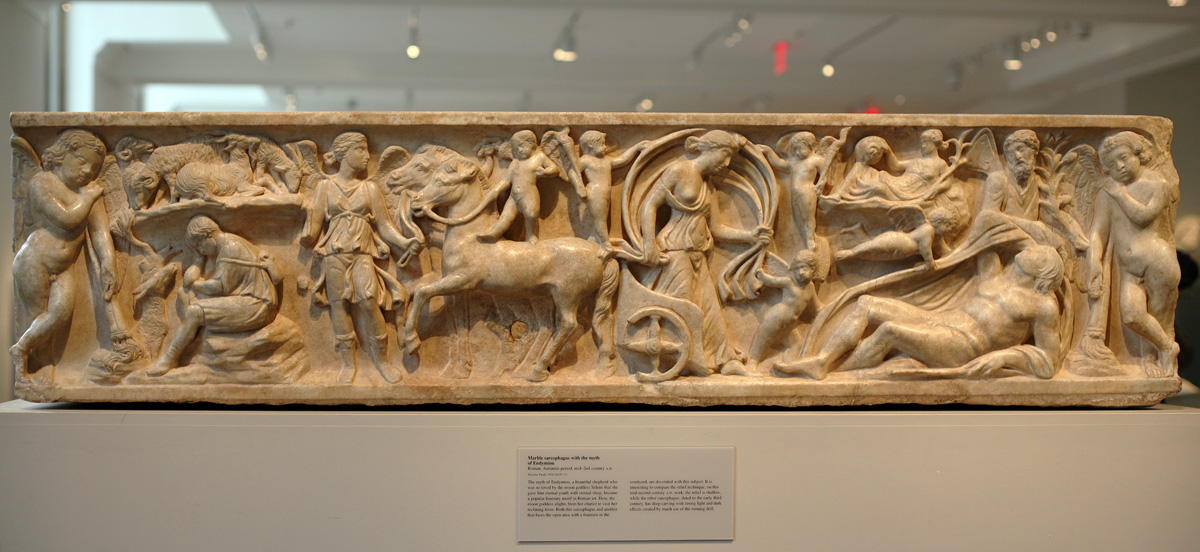
Sarcòfag amb la imatge d'Endimió, de meitat de. (Metropolitan Museum of Art)

Partint d'aquest mite es va fer famosa l'expressió "dormir el son d'Endimió" per a referir-se a una vida després de la mort i en aquest sentit es va convertir en motiu decoratiu de sarcòfags.
En haver tantes versions del mite, durant el Renaixement es va vincular amb Diana ocupant el lloc original de Selene, doncs Diana tenia estimació per la lluna.